# Wonosido (Pituruh)
Wonosido is een bestuurslaag in het regentschap Purworejo van de provincie Midden-Java, Indonesië. Wonosido telt 990 inwoners (volkstelling 2010).